# Leopold Ajnštajn
Leopold Ajnštajn (1833 — 8. septembar 1890) je bio jedan od pionira međunarodnog jezika esperanto. 
Ajnštajn je bio i prvi predsednik udruženja „Svetski jezik“ — Nirnberg, osnovanog 18. februara 1885. godine, a koje je bilo posvećeno veštačkom jeziku volapiku koga je izmislio badenski sveštenik Johan Martin Šlejer. Ajnštajn je na generalnom zasedanju 22. februara 1888. ustupio predsedavanje ovog udruženja nastavniku Kristijanu Šmitu (1849—1909).
Iste godine, poljski očni lekar dr Ludvik Lazar Zamenhof (1859—1917) iz Varšave napisao je prvi udžbenik „Međunarodni jezik“ (Lingvo Internacia) i objavio ga pod pseudonimom dr Esperanto. Leta 1888. Leopold Ajnštajn je dobio oba udžbenika ovog novog jezika i vrlo brzo ga naučio. Nakon osam nedelja objavio je brošuru pod naslovom „Međunarodni jezik“ (La lingvo internacia) u Nirnbergu, u izdanju J. A. Štajnove Trgovine knjigama i umetninama. U ovoj brošuri Ajnštajn je izjavio da je esperanto zapravo najbolje rešenje za međunarodni univerzalni jezik. Njegovo oduševljenje prenelo se i na članove saveza, pa je većina na generalnom zasedanju decembra 1888. glasala za „novi i bolji“ (kako ga je Ajnštajn nazivao) međunarodni jezik, esperanto.
U Nirnbergu je nastalo i prvo svetsko Udruženje esperantista. Prvi predsednik bio je u to doba nastavnik Kristijan Šmit. Već je prvog septembra 1889. u Nirnbergu izašao prvi broj časopisa „Esperantist“ (La Esperantisto), čiji je izdavač bio Kristijan Šmit u saradnji sa dr Esperantom.

## Literatura
- : Istorija udruženja Svetski jezik - Nirnberg